# Chen Tao
Chen Tao (Anshan, Xina, 11 de març de 1985) és un futbolista xinès. Juga de migcampista i el seu equip actual és el Tianjin Teda de la Superlliga Xina.

## Trajectòria
Tao és també el capità de l'equip olímpic nacional xinesa de futbol. Ha jugat des de l'any 2002 al Changsha Ginde en el qual ha jugat 63 partits i marcat 11 gols. S'ha anunciat que el FC Luch-Energia Vladivostok està interessat en el seu fitxatge.

## Internacional
Va ser internacional amb la Selecció de futbol de la Xina, jugant 9 partits internacionals.

## Clubs
| Club           | País | Any       |
| -------------- | ---- | --------- |
| Changsha Ginde | Xina | 2002-2008 |
| Xangai Shenhua | Xina | 2009      |
| Tianjin Teda   | Xina | 2010-     |